# Ascárico de Braga
Ascárico de Braga († cerca de 810) foi bispo de Astorga e de Braga.
Era um da Igreja Ibérica, Bispo de Astorga (atual Espanha), em seguida, Bispo de Braga (Portugal), sob domínio muçulmano.
Ele foi condenado ao adocionismo em 785/790 pelo Papa Adriano I, que antes se dirigiu aos bispos da Hispânia em uma carta que proclamava que a doutrina adocionismo sustentada por Elipando, Arcebispo de Toledo, era manchada com heresia.